# 87 Leonis
Cet article porte sur l'étoile e Leonis. Elle doit pas être confondue avec ε (Epsilon) Leonis.
Désignations
87 Leonis (en abrégé 87 Leo) est une étoile géante de la constellation zodiacale du Lion. Elle porte également la désignation de Bayer de e Leonis, 87 Leonis étant sa désignation de Flamsteed. L'étoile est visible à l'œil nu avec une magnitude apparente de 4,77. Située non loin de l'écliptique, elle peut être occultée par la Lune. D'après la mesure de sa parallaxe annuelle par le satellite Gaia, 87 Leonis est distante d'environ ∼ 495 a.l. (∼ 152 pc) de la Terre. Elle s'en éloigne à une vitesse radiale héliocentrique de +18 km/s.
87 Leonis est une étoile géante rouge de type spectral K3+ III Fe−0,5, qui a épuisé les réserves en hydrogène de son noyau et a évolué hors de la séquence principale. La notation « Fe−0,5 » indique que son spectre montre une légère sous-abondance en fer, qui est en effet équivalente à 58 % de celle du Soleil. Le rayon de l'étoile est environ 54 fois plus grand que le rayon solaire et elle est autour de 641 fois plus lumineuse que le Soleil. Sa température de surface est de 4 001 K.